# Sheridan (Nowy Jork)
Sheridan – miasto w Stanach Zjednoczonych, w stanie Nowy Jork, w hrabstwie Chautauqua.